# Montanha Abu Cubais
Abu Cubais (em árabe: أبو قبيس; romaniz.: Abu Qubays) é uma montanha sagrada que se situa na fronteira oriental da cidade de Meca, na Arábia Saudita. Embora não se saiba a origem exata do nome, acredita-se que era chamado de Alamim nos tempos pagãos porque uma suposta "pedra negra" residia ali de acordo com uma fábula. Segundo outra lenda, também era chamada de Caverna do Tesouro (Magharat al-kans), e acreditava-se que este era o primeiro local em que o primeiro homem ficou e foi enterrado após sua morte. Segundo a tradição, este é o lugar em que o profeta islâmico Maomé mostrou o milagre de quebrar a lua em dois pedaços e, em seguida, recolocá-los a pedido de descrentes (cufar) de Meca.